# Episodi di Super Vicki (quarta stagione)
Di seguito una lista degli episodi della quarta stagione della serie televisiva Super Vicki, presenti con più tabelle per i vari ordini di produzione, trasmissione italiana e trasmissione originale.
L'ordine di produzione è da considerarsi più affidabile a livello narrativo dell'ordine di trasmissione originale, per evitare incongruenze con eventi non ancora accaduti.
In Italia l'ordine di trasmissione coincide quasi del tutto con quello di produzione, tranne che per l'assenza di 2 episodi (spostati nella 3ª e doppiati in quel blocco) e di quei 4 provenienti dalla 3ª ("Un club per Jamie", "Una storia d'amore", "Scioperi a catena" e "La moglie del vicino") doppiati insieme a quelli di 4ª e trasmessi comunque per ordine di produzione ma all'inizio della 4ª stagione, gli episodi provenienti dalla 4ª ma doppiati insieme alla 3ª sono stati trasmessi in Italia nella stessa stagione ma per ultimi.
Il motivo di questa scelta è probabilmente da imputare a fini pubblicitari, in quanto l'episodio della 4ª stagione "Chi è di scena?" fa pubblicità alla fondazione Ronald Mc Donald House (è anche il titolo originale dell'episodio) mentre l'episodio "Il compito di Jamie" (Book-it) molto probabilmente doveva servire a pubblicizzare un evento in corso in quel momento (gli attori Jerry Supiran, Tiffany Brissette e Emily Shulman indossarono delle spillette a tema in una foto) e per fini pubblicitari devono aver deciso di trasmetterli immediatamente anche se la 4ª stagione era ancora in fase di produzione in quel momento.
Per creare simmetria infine e creare due stagioni di 24 episodi ciascuna poi 4 episodi provenienti dalla 3ª sono stati spostati durante la 4ª.
I titoli degli episodi sono stati verificati tramite gli archivi online dei giornali d'epoca, contenenti i palinsesti televisivi.

## Episodi in ordine di produzione
| nº | Titolo originale      | Titolo italiano          | Prima TV USA      | Prima TV Italia |
| -- | --------------------- | ------------------------ | ----------------- | --------------- |
| 1  | Tag, You're It!       | Il ballo scolastico      | 11 dicembre 1988  |                 |
| 2  | More About L.E.S.     | Il ritorno di Les        | 4 febbraio 1989   |                 |
| 3  | Togheterness          | Nemici in gioco          | 12 novembre 1988  |                 |
| 4  | The Jailbirds         | Il cattivo esempio       | 7 gennaio 1989    |                 |
| 5  | The Sheik             | Lo sceicco               | 5 novembre 1988   |                 |
| 6  | Mommie Dearest        | Le ragazze pon...pon     | 26 novembre 1988  |                 |
| 7  | No Laughing Matter    | Difetti di fabbricazione | 4 dicembre 1988   |                 |
| 8  | Riches to Rags        | Il detersivo portentoso  | 14 gennaio 1989   |                 |
| 9  | Divided We Stand      | Tutti a pesca            | 17 settembre 1988 |                 |
| 10 | Come Fly With Me      | Il volo imprevisto       | 22 ottobre 1988   |                 |
| 11 | Ronald McDonald House | Chi è di scena?          | 6 febbraio 1989   |                 |
| 12 | See No Evil           | Attenti al ladro         | 13 maggio 1989    |                 |
| 13 | Double Dates          | Una nuova immagine       | 24 settembre 1988 |                 |
| 14 | The Tattletale        | Il compagno pericoloso   | 29 aprile 1989    |                 |
| 15 | Book-it               | Il compito di Jamie      | 7 maggio 1988     |                 |
| 16 | My Favorite Martian   | Il marziano              | 19 novembre 1988  |                 |
| 17 | Vicki Doolittle       | Il superinterprete       | 25 febbraio 1989  |                 |
| 18 | Radio Days            | L'evento storico         | 21 gennaio 1989   |                 |
| 19 | Minnesota Vicki       | La macchina da biliardo  | 18 febbraio 1989  |                 |
| 20 | Hooray for Hollywood! | Hollywood, che passione! | 11 febbraio 1989  |                 |
| 21 | Kid-O-Grams           | L'agenzia di telegrammi  | 28 gennaio 1989   |                 |
| 22 | Rashomon              | La verità                | 15 ottobre 1988   |                 |

## Episodi in ordine di trasmissione italiana
| nº | Titolo originale      | Titolo italiano          | Prima TV USA      | Prima TV Italia |
| -- | --------------------- | ------------------------ | ----------------- | --------------- |
| 1  | The Gang's All Here   | Un club per Jamie        | 1 ottobre 1988    |                 |
| 2  | Love at First Byte    | Una storia d'amore       | 29 ottobre 1988   |                 |
| 3  | The Strike            | Scioperi a catena        | 6 maggio 1989     |                 |
| 4  | The Neighbor's Wife   | La moglie del vicino     | 20 maggio 1989    |                 |
| 5  | Tag, You're It!       | Il ballo scolastico      | 11 dicembre 1988  |                 |
| 6  | More About L.E.S.     | Il ritorno di Les        | 4 febbraio 1989   |                 |
| 7  | Togheterness          | Nemici in gioco          | 12 novembre 1988  |                 |
| 8  | The Jailbirds         | Il cattivo esempio       | 7 gennaio 1989    |                 |
| 9  | The Sheik             | Lo sceicco               | 5 novembre 1988   |                 |
| 10 | Mommie Dearest        | Le ragazze pon...pon     | 26 novembre 1988  |                 |
| 11 | No Laughing Matter    | Difetti di fabbricazione | 4 dicembre 1988   |                 |
| 12 | Riches to Rags        | Il detersivo portentoso  | 14 gennaio 1989   |                 |
| 13 | Divided We Stand      | Tutti a pesca            | 17 settembre 1988 |                 |
| 14 | Come Fly With Me      | Il volo imprevisto       | 22 ottobre 1988   |                 |
| 15 | See No Evil           | Attenti al ladro         | 13 maggio 1989    |                 |
| 16 | Double Dates          | Una nuova immagine       | 24 settembre 1988 |                 |
| 17 | The Tattletale        | Il compagno pericoloso   | 29 aprile 1989    |                 |
| 18 | My Favorite Martian   | Il marziano              | 19 novembre 1988  |                 |
| 19 | Vicki Doolittle       | Il superinterprete       | 25 febbraio 1989  |                 |
| 20 | Radio Days            | L'evento storico         | 21 gennaio 1989   |                 |
| 21 | Minnesota Vicki       | La macchina da biliardo  | 18 febbraio 1989  |                 |
| 22 | Hooray for Hollywood! | Hollywood, che passione! | 11 febbraio 1989  |                 |
| 23 | Kid-O-Grams           | L'agenzia di telegrammi  | 28 gennaio 1989   |                 |
| 24 | Rashomon              | La verità                | 15 ottobre 1988   |                 |

## Episodi in ordine di trasmissione originale
| nº | Titolo originale      | Titolo italiano          | Prima TV USA      | Prima TV Italia |
| -- | --------------------- | ------------------------ | ----------------- | --------------- |
| 1  | Divided We Stand      | Tutti a pesca            | 17 settembre 1988 |                 |
| 2  | Double Dates          | Una nuova immagine       | 24 settembre 1988 |                 |
| 3  | The Gang's All Here   | Un club per Jamie        | 1 ottobre 1988    |                 |
| 4  | Rashomon              | La verità                | 15 ottobre 1988   |                 |
| 5  | Come Fly With Me      | Il volo imprevisto       | 22 ottobre 1988   |                 |
| 6  | Love at First Byte    | Una storia d'amore       | 29 ottobre 1988   |                 |
| 7  | The Sheik             | Lo sceicco               | 5 novembre 1988   |                 |
| 8  | Togheterness          | Nemici in gioco          | 12 novembre 1988  |                 |
| 9  | My Favorite Martian   | Il marziano              | 19 novembre 1988  |                 |
| 10 | Mommie Dearest        | Le ragazze pon...pon     | 26 novembre 1988  |                 |
| 11 | No Laughing Matter    | Difetti di fabbricazione | 4 dicembre 1988   |                 |
| 12 | Tag, You're It!       | Il ballo scolastico      | 11 dicembre 1988  |                 |
| 13 | The Jailbirds         | Il cattivo esempio       | 7 gennaio 1989    |                 |
| 14 | Riches to Rags        | Il detersivo portentoso  | 14 gennaio 1989   |                 |
| 15 | Radio Days            | L'evento storico         | 21 gennaio 1989   |                 |
| 16 | Kid-O-Grams           | L'agenzia di telegrammi  | 28 gennaio 1989   |                 |
| 17 | More About L.E.S.     | Il ritorno di Les        | 4 febbraio 1989   |                 |
| 18 | Hooray for Hollywood! | Hollywood, che passione! | 11 febbraio 1989  |                 |
| 19 | Minnesota Vicki       | La macchina da biliardo  | 18 febbraio 1989  |                 |
| 20 | Vicki Doolittle       | Il superinterprete       | 25 febbraio 1989  |                 |
| 21 | The Tattletale        | Il compagno pericoloso   | 29 aprile 1989    |                 |
| 22 | The Strike            | Scioperi a catena        | 6 maggio 1989     |                 |
| 23 | See No Evil           | Attenti al ladro         | 13 maggio 1989    |                 |
| 24 | The Neighbor's Wife   | La moglie del vicino     | 20 maggio 1989    |                 |

### Il ballo scolastico
- Titolo originale: Tag, You're It!
- Diretto da: Dick Christie
- Scritto da: Steve Granat e Mel Sherer

#### Trama
Jamie e Vicki iniziano la seconda media, a sorpresa Harriet è iscritta alla prima media, essendo una diligente studentessa infatti le hanno fatto saltare l'ultimo anno delle elementari, per inaugurare l'anno scolastico viene organizzato un ballo dove le ragazze scelgono chi portare giocando a "prenderlo" quando Harriet lo scopre tenta di acchiappare Jamie, che invece era interessato ad andare al ballo con Donna. Vicki nel frattempo viene scelta per controllare i corridoi e il cortile e distribuire note di demerito a chiunque urli, corra o sporchi. Jamie fa giurare a Vicki di non dargli più note di demerito finché sarà vivo, altrimenti con troppe note di biasimo non potrà andare alla festa. Purtroppo con un tranello Harriet riesce a prendere Jamie, così per non andare al ballo con Harriet, sia perché è una ragazza di prima media e sia perché la considera troppo brutta cerca di prendere le note di demerito che gli servono per non avere più il permesso di andare al ballo, gliene servirebbero 6, ma Vicki ormai è programmata per non dargliene più, così mette a soqquadro l'intero cortile e senza accorgersene rovescia dell'insalata addosso alla signorina Cratchit, che per punizione gli dà 5 note di demerito, ma gliene servivano 6. A quel punto vicino a Vicki afferma di essere un uomo morto dato che dovrà andare al ballo con Harriet, a quel punto Vicki ricordandosi dell'ordine gli consegna una nota di demerito. All'arrivo di Harriet a casa loro il mattino dopo la informa con fierezza di aver preso troppe note di demerito per andare insieme al ballo, così lei lo informa che non sarebbe venuta comunque, perché sarebbe dovuta andare al matrimonio di sua cugina. E capisce di aver preso tutte quelle note di demerito per niente, come se non bastasse arriva Donna, che afferma di aver capito in un sogno di dover andare al ballo con Jamie, ma non avrà il permesso di portare la ragazza dei suoi sogni al ballo.

### Il ritorno di Les
- Titolo originale: More About L.E.S.
- Diretto da: Selig Frank
- Scritto da: Paul Chitlik e Jeremy Bertrand Finch

#### Trama
Ted decide di ritentare con l'esperimento di LES per implementare le emozioni in Vicki, disattivando stavolta il componente "amore" convinto fosse l'unico motivo che avesse spinto LES a creare problemi. Ma una volta attivato, curioso del mondo degli umani e avendo capito che Vicki sia un'unità calcolatore come lui decide di trasferirsi dentro Vicki, che acconsente a collegarsi (con un dito) alla sua presa d'uscita. Ted scopre che LES è nel corpo di Vicki, secondo il suo parere si è trasferito nella sua banca dati ausiliaria, Ted collega Vicki al computer tramite la porta seriale e programma il trasferimento, ma viene invece trasferita proprio Vicki dentro il computer. A questo punto Ted non potrà più controllare il corpo del robot, anche perché LES non intende tornare nel computer, perché troppo curioso di scoprire il mondo degli umani e quindi dovrà studiare un modo di spegnerlo tramite il pulsante di emergenza sulla testa, ma dovrà approfittare del momento giusto, perché LES è disposto a ricorrere alla forza per non essere ostacolato nei suoi progetti, essendo venuto a conoscenza della scuola infatti si taglia i capelli e si veste da maschio per poter scoprire come apprendono gli umani con l'intento di partecipare alle lezioni. Nel frattempo Harriet è stanca del rapporto complicato con Jamie e tenta di attirare la sua attenzione dichiarando di voler cercare altri ragazzi e finendo per fingere di innamorarsi di LES, ma non riuscendo a gestire le pretese di Harriet che vorrebbe imporgli di diventare il suo fidanzato LES decide di tornare nel computer per liberarsi di lei, facendo tornare Vicki alla normalità.

### Nemici in gioco
- Titolo originale: Togetherness
- Diretto da: Leslie H. Martinson
- Scritto da: Tom Amundsen (soggetto); Dick Christie e David Ruprecht (sceneggiatura)

#### Trama
Alla TV Vicki vede l'invito del conduttore della trasmissione "Batti il tuo vicino" a iscriversi e iscrive la sua famiglia, anche i Brindle si sono iscritti, con l'inganno ovviamente cercano di convincere i Lawson a fare l'impressione sbagliata al conduttore, facendoli travestire da poveracci, al contrario però prendendosi pena per loro decide di farli partecipare, i Brindle partecipano in tre, Brandon, Ida Mae e Harriet, durante la gara i Brindle imbrogliano, perciò si aggiudicano la scelta di uscire dal gioco con in premio una vacanza ad Acapulco per tutta la famiglia o decidere se continuare a giocare per cercare di vincere i 50.000 dollari, Ida Mae e Harriet vorrebbero andare ad Acapulco ma Brandon sceglie di tentare di vincere i 50.000 dollari, quando devono scegliere fra tre polli dove possa essere l'assegno da 50.000 dollari Brandon sceglie un pollo che invece dell'assegno contiene un uovo, così il secondo premio a cui hanno rinunciato, la vacanza ad Acapulco, va ai Lawson.
- Nota: In questo episodio è evidente il buco di sceneggiatura causato dall'abbandono di Edie McClurg, l'attrice che interpretava Bonnie Brindle, la moglie di Brandon: infatti sarebbe ovvio aspettarsi che a un evento importante come questo dove due famiglie di vicini si sfidano partecipi anche la moglie del capofamiglia invece che della sorella. Bonnie non viene nemmeno citata, quindi non viene nemmeno data una spiegazione per la sua assenza.

### Il cattivo esempio
- Titolo originale: The Jailbirds
- Diretto da: Bob Claver
- Scritto da: Richard Marcus

#### Trama
Vicki e Jamie sono andati a fare la spesa, ma durante il tragitto vedono una partita interrotta a filetto fatta su un muro con delle bombolette e decidono di finirla loro. Vengono beccati dal proprietario del muro che chiama la polizia e li fa arrestare, per chiedere al proprietario di non sporgere denuncia gli ripagano la pulizia del muro e il lavaggio della camicia che Vicki aveva accidentalmente spruzzato con la bomboletta, però Ted stufo dell'atteggiamento di Jamie che non si decide a crescere e continua a cacciarsi nei guai contando sempre sull'intervento dei genitori per uscirne decide di spaventarlo insieme a Vicki con l'aiuto della Sergente Pepper, che si traveste da teppista di banda condotta in cella con loro e li spaventa parlando di cosa accade in prigione, anche se ovviamente ingigantisce molte parti. Parla anche di una storia fasulla sul suo passato come ladra e questo è un problema, perché nel piano di Ted e Joan c'è anche un giudice, quando chiederà a Vicki se è pentita lei ripeterà cosa ha fatto la carcerata come se fossero cose fatte da lei e Jamie, a questo punto Ted e Joan dovranno spiegare molte cose al giudice, che sentendo le parole di Vicki voleva realmente incarcerarli.

### Lo sceicco
- Titolo originale: The Sheik
- Diretto da: Bob Claver
- Scritto da: Paul Chitlik e Jeremy Bertrand Finch

#### Trama
La compagnia di Ted vorrebbe concludere un contratto con uno sceicco, che però prima intende parlare di persona con il dipendente con cui stipulare un contratto, così Ted lo invita a casa sua, si presenta con un consigliere che inizialmente viene creduto essere lo sceicco, mentre invece si scoprirà essere un ragazzo di 13 anni, che viaggia con ben 5 mogli, di cui altre rimaste nel suo paese. Lo sceicco è un ragazzo generoso e credendo di fare un bel regalo ai Lawson che trova molto ospitali decide di regalare a Jamie una delle sue mogli. Poco dopo poi vedendo quanto è obbediente Vicki chiede ai Lawson il permesso di sposarla, Joan non è affatto contenta di aver sposato entrambi i figli nella stessa sera, ma Ted sa bene che se rifiutasse il regalo e la proposta dello sceicco rischierebbe il contratto. Allora istruisce Vicki per farla diventare disubbidiente e arrogante, così che alla fine lo sceicco acconsente allo scambio di mogli (con grande delusione di Jamie che si era innamorato della bellissima moglie dello sceicco) per far tornare le cose alla normalità e commosso da tanta disponibilità firma il contratto per la compagnia.

### Le ragazze pon...pon
- Titolo originale: Mommie Dearest
- Diretto da: Bob Claver
- Scritto da: Warren Murphy e Bruce Kane

### Trama
Il dottor Anderson, il padre di Joan, viene a far visita alla famiglia a casa Lawson. Il padre di Joan è vedovo e Ida Mae Brindle in una delle sue solite invadenti visite si imbatte nel facoltoso uomo e pianifica di sposarlo per sistemarsi economicamente, Joan cerca di mettersi in mezzo con la disapprovazione di Ted, nonostante ciò agisce d'impulso, coinvolgendo anche Vicki, raccontando anche storie fasulle, viene scoperto l'imbroglio, ma infine, fortunatamente suo padre afferma di non volersi affatto risposare, questo fa infuriare Ida Mae, che si era illusa dell'imminente matrimonio. Harriet, Debbie e Vicki si iscrivono alla gara per diventare le ragazze pon..pon della scuola, Debbie corrompe Jamie con un invito a mangiare una pizza per avere il suo voto dato che fa parte della giuria, il giorno delle esibizioni Vicki e Harriet dimostrano di essere molto brave, mentre Debbie fa una figuraccia, nonostante questo la giuria vota per lei, nonostante potessero votare per ben 2 ragazze votano unicamente lei, il preside Briant allora interroga i ragazzi sul perché e si scopre che era andata a mangiare una pizza con ognuno di loro, alla fine scoperto l'inganno votano scegliendo le giuste candidate e Harriet e Vicki vincono la gara!

### Difetti di fabbricazione
- Titolo originale: No Laughing Matter
- Diretto da: Leslie H. Martinson
- Scritto da: Kenneth Koerner

### Trama
Ted ha pronto un nuovo progetto da mostrare al signor Jennings, che potrebbe anche salvare la United Robotronics dal fallimento, nel frattempo Vicki comincia a fare degli strani rumori, sembrano quasi rumori digestivi. Nel frattempo la classe di Jamie lamenta che Joan, la supplente, dia troppi compiti ai ragazzi, quindi discutendone con lei decidono di nominare uno dei ragazzi della classe come nuovo insegnante, Joan sta al gioco e glielo permette, quindi nominano Jamie come insegnante, ma dopo pochi giorni Joan chiede di fare un compito in classe per verificare i metodi di insegnamento di Jamie e tutti, a parte Vicki, prendono 4. A questo punto i ragazzi si convincono che i metodi di Joan siano giusti. Nel frattempo Ted scontrandosi con la segretaria del signor Jennings riesce a mostrargli il suo progetto, che consiste in un braccio meccanico che dovrebbe servire da supporti per i malati degli ospedali, per questo quindi vorrà discuterne a cena a casa dei Lawson. Nel frattempo Ted prova a riparare Vicki dato che lo strano gorgoglio si è trasformato in singhiozzo, così scopre che ci sono dei problemi al suo processore polinucleotide che trasforma il cibo in energia elettrica, nel mentre inizia persino a sprigionare protossido d'azoto, ovvero gas esilarante, però non potendola riparare in fretta la sistema alla meglio momentaneamente, raccomandandosi con loro "di famiglia" di non darle più da mangiare finché non l'avrà riparata altrimenti ricomincerebbe ad avere perdite di gas che causerebbero risate a crepapelle a chiunque lo respiri. Però Harriet ha preparato dei biscotti e vuole farli assaggiare anche a Vicki, Vicki dice che nessuno della famiglia potrà darle da mangiare, ma Harriet dice che farà parte della famiglia solo quando avrà sposato Jamie, perciò la invita a farsi una bella scorpacciata e quindi ricomincerà a perdere gas, facendo quindi scoppiare dalle risate tutta la famiglia, compreso il Signor Jennings venuto per ringraziare Ted della sua invenzione.

### Il detersivo portentoso
- Titolo originale: Riches to Rags
- Diretto da: Selig Frank
- Scritto da: Isabel Wolfe e William Frischman

### Trama
Giocando con il piccolo chimico scoprono che Vicki ha inventato una crema che riesce a pulire qualunque sporcizia dai vestiti, facendoli tornare come nuovi, senza nemmeno alterarne i colori. Per avere soldi per comprare di nuovo gli stessi ingredienti del piccolo chimico si recano dai vicini del quartiere per lavare i loro vestiti per guadagnare i soldi necessari, per convincerli dichiarano che Ted è stato licenziato dal lavoro, Brandon quindi irrompe a dire quanto sia (ipocritamente) dispiaciuto e di come gli offrirebbe con generosità una zuppaccia calda. Ma scopre dell'invenzione di Vicki e di come Harriet faccia parte della società dei bambini con il 2%. Ted è entusiasta dell'idea, infatti intende vendere la formula a una fabbrica di detersivi per diventare ricchi, anche Brandon ovviamente è interessato ad arricchirsi, Vicki gli risponde che non deve preoccuparsi, perché se si troverà nei guai a casa loro troverà sempre una zuppaccia calda. Però Ted facendo due conti capisce di non avere i soldi per brevettare l'invenzione di Vicki. Allora Jamie decide di chiedere un finanziamento da parte di Brandon, che però riesce a farsi dare il 49% della società da Ted che però aveva dimenticato il 2% di Harriet. Ted intende riprendersi il controllo della società e quindi convince Vicki a patteggiare con Harriet per farsi restituire il 2%, ovviamente Harriet chiede Jamie. All'arrivo del dirigente della WorldWide Soap assiste incredulo alla pulizia di sporco ostinato da una maglietta piena di vernici secche ed è pronto a offrire fino a un milione di dollari per la formula, ma proprio in quel momento arriva uno dei vicini a cui i bambini hanno lavato i vestiti, un body builder, che mostra i vestiti logori al dirigente della WorldWide Soap, spiegando che si sono strappati 24 ore dopo essere stati lavati, Ted prova a giustificarsi dicendo che non è responsabile dei danni provocati a della biancheria di infima qualità, aggiungendo che gli abiti che hanno indosso in quel momento sono stati lavati con quel detersivo, così provando a strapparseli vedono che effettivamente il loro detersivo ha indebolito gravemente la stoffa degli abiti che ha lavato. Il dirigente se ne va senza concludere l'affare e il vicino di casa si vendica sui genitori dei ragazzi.

### Tutti a pesca
- Titolo originale: Divided We Stand
- Diretto da: Leslie H. Martinson
- Scritto da: Barbara Azrialy e Ken Eulo

### Trama
Ted delude Joan che era convinta di andare in campeggio con lui, Jamie e Reggie. Tentando di uscire di nascosto la mattina presto ma venendo scoperti Joan sembra comprendere il desiderio degli uomini di restare soli, ma in realtà parte con Harriet e Vicki trasformando la vicenda in una lotta tra uomini e donne, che vincono queste ultime, infatti gli uomini non riescono a pescare seppur con le migliori esche, mentre le donne con dei semplici rigatoni fanno subito abboccare i pesci, come se non bastasse Ted tirando su con la lenza trova conficcato all'amo un quadro in cui è disegnato un pesce. Inoltre Joan in campeggio ha la vita facile grazie alle abilità di Vicki, geloso Ted le fa riprogrammare Vicki affinché non utilizzi più nessuna sua abilità speciale fino alla fine del campeggio, ma la cosa si ritorce contro Ted quando cade in alcune sabbie mobili, che per fortuna sono profonde solo un metro. Infine scoppia un temporale, ma incredibilmente solo dall'altra parte del campo dove alloggiano gli uomini, mentre dalla parte delle donne invece possono addirittura applicarsi la crema solare per prendere il sole, a quel punto all'ennesima domanda di Reggie che chiede spiegazioni sull'accaduto a Ted lui gli risponde, rassegnato, che la natura è femmina.

### Il volo imprevisto
- Titolo originale: Come Fly With Me
- Diretto da: Bob Claver
- Scritto da: Kathy Joseph e Ted Bergman

### Trama
Brandon implora Ted di salire su un aereo per Miami con lui insieme ad Harriet perché ha paura di volare e anche la famiglia insiste per andare con loro, però a bordo c'è anche un dirottatore che vuole dirigere l'aereo verso Cuba, imbottito di dinamite obbliga altri passeggeri a tramortire i piloti, per prendere il controllo dell'aereo, a bordo c'è anche il comico in pensione Art Linkletter, per questo Ted pensa che in realtà sia una messa in scena per rilanciare il suo programma in cui filmava le reazioni delle persone messe in condizioni inaspettate, ma si rivela essere solo un'illusione, il dirottamento è reale e quindi Ted decide di agire, va sfondare a Vicki la porta della cabina di pilotaggio e tramortisce il dirottatore, però c'è un problema, il pilota è stato colpito duramente e non riesce nemmeno ad alzarsi per tornare a pilotare l'aereo, hanno il pilota automatico, ma è necessario riprenderne il controllo perché il carburante non durerà fino all'infinito. Così si scopre che Vicki, avendo seguito tutte le repliche di un programma sull'aviazione, sa come pilotare un aereo e tutti si complimentano con lei dopo l'atterraggio, seppur parecchio stupiti che una bambina sia riuscita in un'impresa del genere, la sorpresa è maggiore quando scoprono che però Vicki non li ha fatti atterrare a Miami, dove splende il sole, ma in una gelida località del Canada!

### Chi è di scena?
- Titolo originale: Ronald McDonald House
- Diretto da: Dick Christie
- Scritto da: Warren Murray e Bruce Kane

### Trama
Jamie non capisce il perché sua madre sia troppo comprensiva con un alunno di nome Mark che non la rispetta come insegnante, la donna gli spiegherà che Mark è malato di leucemia e cercherà di convincerlo a diventare suo amico per fargli accettare la sua malattia e spingerlo a tornare a vivere normalmente, anche perché tramite la terapia ci sono buone probabilità di guarigione. Però Mark ancora velatamente disperato per la sua malattia si ritrae, quindi Jamie sfrutterà l'occasione di dover scrivere un melodramma come compito a casa per realizzare una recita che parla della leucemia (impersonata comicamente da Vicki con Jamie che interpreta il supereroe che la sconfiggerà) in una casa Ronald Mc Donald per convincerlo ad aprirsi e a diventare più amichevole.
- Nota: questo episodio viene trasmesso negli Stati Uniti e in Italia durante la terza stagione, per questo motivo il doppiaggio italiano mostra una Vicki con una voce più infantile, tipica di quella della terza stagione.

### Attenti al ladro
- Titolo originale: See No Evil
- Diretto da: Leslie H. Martinson
- Scritto da: Bobby Herbeck

### Trama
A Vicki si scaricano i fotorecettori, che le permettono di vedere, i pezzi di ricambio richiederanno almeno un paio di giorni per arrivare e a Vicki vengono dati degli occhiali per vederci un po', Ted regala una nuova bicicletta a Jamie, insieme a una catena a combinazione, Jamie dedica alla bicicletta una cura maniacale, ma gli viene rubata lasciandola sola con Vicki a fare la guardia, che però rivela la combinazione a due ragazzi, la situazione è complicata dal fatto che non è riuscita a vederli perché colpita da una pallonata ha fatto cadere gli occhiali e nel cercarli li ha involontariamente calpestati. Però le hanno lasciato un indizio, uno di loro infatti ride in una maniera stranissima e tramite la risata Jamie e Reggie riusciranno a trovarli, Jamie registrerà una conversazione in cui fingerà di essere interessato all'acquisto di una bicicletta a basso costo, quando però ammettono di averla rubata si accorgono del registratore, ma Vicki grazie a un nuovo paio di occhiali e alla bicicletta di Reggie li ferma intrappolandoli in un cerchio formato dalla bicicletta guidata a velocità supersonica in maniera circolare. Infine dopo aver recuperato la bicicletta Ted mostra l'interno della testa di Vicki che è stato costretto a smontare per sostituirle i fotorecettori.

### Una nuova immagine
- Titolo originale: Double Dates
- Diretto da: Bob Claver
- Scritto da: Steve Granat e Mel Sherer

### Trama
Harriet è delusa perché nonostante i suoi tentativi non riesce a far innamorare di sé Jamie, inoltre ci sarà una specie di rito prima degli esami e quindi non sa con chi andare mentre Joan si rende conto che Ted ultimamente passa tutto il suo tempo a seguire le partite alla televisione e Vicki, che ha seguito un programma di attualità alla televisione ripete le frasi del conduttore convincendo entrambe a cambiare immagine, Harriet si veste in modo diverso, con occhiali da sole e con una parrucca bionda, spacciandosi per Tallulah, una nuova studentessa e riesce a rimediare 2 appuntamenti, uno con il ragazzo di Debbie Burnhill (che perciò viene scaricata e allora si rassegna a uscire con Jamie) e un altro con lo stesso Jamie. Entrambi quindi hanno un doppio appuntamento, perciò Jamie decide di dividersi tra le due ragazze nello stesso ristorante cercando di non farsene accorgere, mentre Harriet fa travestire anche Vicki da Tallulah mandandola all'altro appuntamento. Però anche Vicki si reca nello stesso ristorante e avverranno un sacco di gag e alla fine si scopriranno gli imbrogli.

### Il compagno pericoloso
- Titolo originale: The Tattletale
- Diretto da: Selig Frank
- Scritto da: Tom Amundsen (soggetto); Dick Christie e David Ruprecht (sceneggiatura)

### Trama
Un compagno universitario sovrappeso di Joan e Ted, Benny Grossman, che lavora per un giornale scandalistico, il Calunniatore nazionale, si reca a far visita nella loro casa e scopre il segreto di Vicki, perché Ted l'aveva aperta per controllare se si fosse guastato qualche circuito perché era diventata incredibilmente arrogante, ma era solo per essere stata a contatto con le "principesse" della scuola, un club di ragazzine con la puzza sotto il naso, Ted si sente tranquillo perché convinto di essere riuscito a convincere il suo vecchio compagno che la scatola dei circuiti che ha visto sia fasulla, un pannello giocattolo che le ha messo dietro la schiena perché le piace giocare a fingere di essere un robot. Ma durante un momento di distrazione ruba una fotografia di Vicki e il giorno dopo la notizia è di dominio pubblico e tutta la scuola prende in giro Vicki e Jamie, Jamie arriva persino a scatenare una rissa per prendere le difese della sua sorellina, perciò decidono di risolvere il problema convocando un giornalista della rivista di concorrenza, il piccolo pettegolo, dichiarando che la notizia sia stata pubblicata su loro richiesta, dichiarando di essere stati truffati da Benny che gli avrebbe promesso 1000 dollari per l'idea della notizia della bambina robot, ma dicendo di essere stati furbi e non avergli raccontato tutta la storia, che intendono vendere al giornale di concorrenza, ovvero che possiedono altre 3 figlie robot, che ovviamente non sono altro che Jamie, Reggie e Harriet travestiti con lo stesso vestito alla tirolese di Vicki e delle parrucche, il divano è predisposto in modo da poter essere sollevato con un congegno idraulico, così Ted fa credere all'editore del Piccolo Pettegolo che la sua fosse solo una truffa per racimolare dei soldi, sbagliando di proposito durante la dimostrazione della forza sovrumana delle figlie robot, facendo scoprire l'imbroglio del divano.

### Il compito di Jamie
- Titolo originale: Book-it
- Diretto da: Selig Frank
- Scritto da: Warren Murray e Bruce Kane

### Trama
Il programma di narrativa della scuola prevede che tutti gli allievi della classe leggano e raccontino un libro per partecipare a un favoloso pizza party, però Jamie dimostra di non aver letto il suo libro quando viene chiamato a fare il suo riassunto e seppur Joan gli dia un'altra occasione lui perde tempo girando filmati di terrore con Vicki. Ted riesce a convincerlo a leggere il suo libro, che parla di un investigatore privato di nome Rick Savage, Jamie per preparare il suo riassunto gira un film, la trama quindi mostra che Rick Savage (interpretato da Jamie stesso) viene assunto da una certa Monica Minchkoff (interpretata da Vicki) perché minacciata da una lettera di morte firmata con una "F.", stessa iniziale del nome di suo marito, Felton Minchkoff. La stessa sera Monica si esibisce cantando in un locale dove sono presenti una cameriera che dichiara di aver un secondo lavoro (le sue allusioni fanno pensare alla prostituzione) chiamata Francine (interpretata da Harriet) un poliziotto di nome Franklin (Interpretato da Reggie) e persino suo marito Felton. Durante l'esibizione avviene un black out e Monica viene uccisa con dei colpi di pistola, Rick Savage annuncia di sospettare sia del marito che di Francine e Franklin, perché i loro nomi iniziano con la F. Nel mentre si verifica un colpo di scena, entra nel locale una donna identica a Monica, che rivela di essere la sua sorella gemella Veronica, ma soprannominata Flo dagli amici, perciò diventa anche lei una sospettata. Rick Savage annuncia di aver risolto il caso, ma in quel momento il film girato da Jamie termina. Lui si giustifica dicendo che è giusto che anche i suoi compagni di classe leggano il libro per sapere chi fosse il colpevole, Joan afferma che sia giusto e annuncia che il pizza party si farà, Jamie era convinto di doverci andare con Vicki essendo senza ragazza, ma Vicki lo stupisce dicendogli di essere stata invitata da un ragazzo.
- Nota: L'episodio fa parte della quarta stagione ma viene trasmesso durante la terza, esattamente come per l'episodio "Chi è di scena?" per questo il doppiaggio italiano mostra le stesse caratteristiche perché doppiato durante la terza stagione.
- Nota: In questo episodio vengono commessi 2 errori: Jamie sceglie di leggere il libro Moby Dick ma dimostra di non averlo letto, dicendo nel riassunto che si tratta della storia di un uomo che dà la caccia a un grosso pesce, il fatto è che aveva già portato questo libro quando era in prima media in un episodio della seconda stagione e nel riassumere il libro dice proprio che non si tratta solo di un uomo che dà la caccia a un grosso pesce; inoltre viene detto che il marito di Monica si chiama Felton Minchkoff, ma in un episodio precedente (Difetti di fabbricazione) il signor Jennings dichiara che il socio con cui ha fondato la compagnia United Robotronics abbia lo stesso nome del personaggio del libro.

### Il marziano
- Titolo originale: My Favorite Martian
- Diretto da: Bob Claver
- Scritto da: Michael Zack e Angela Wayne Randazzo

### Trama
Ted installa in Vicki un generatore di ologrammi, col quale genera illusioni molto realistiche di oggetti e persone, Jamie mette la famiglia nei pasticci per fare uno scherzo ad Harriet facendo proiettare a Vicki un disco volante, che viene visto anche da Brandon, il quale chiama un colonnello interessato all'incontro ravvicinato, per questo escogiteranno con Vicki di farle proiettare l'alieno in casa che convincerà Brandon di avere in programma di invadere la terra entro breve tempo e di voler nominare lui il re della terra, ma seppur in grado di cancellare i ricordi dei Lawson l'ometto verde dice di aver bisogno che lui convinca il colonnello di essere pazzo e di essersi inventato tutto per convincerlo ad andarsene, il piano riuscirà e i Lawson fingeranno di non ricordarsi di niente. Brandon quindi crederà di essere destinato a diventare re molto presto, per poi dimenticarsi della faccenda.

### Il superinterprete
- Titolo originale: Vicki Doolittle
- Diretto da: Leslie H. Martinson
- Scritto da: George Crowder e Richard Harding-Gardner

### Trama
Ted inserisce in Vicki un'ultima modifica, di nome OSCAR, un programma in grado di comprendere e parlare qualsiasi lingua, Vicki però tramite questa modifica, rielaborando il software aggiuntivo riesce a utilizzarla persino per capire la lingua degli animali, quindi Jamie decide di mettere a frutto la sua dote per farla diventare una specie di psicologa per animali, cui i bambini porteranno i loro animaletti tristi per capire il perché. Ted propone a Cynthia, la moglie del vicecapo della compagnia Harold Jennings, di far diventare Joan membro del comitato organizzatore della cerimonia della compagnia per avere un invito gratuito alla festa, però Cynthia è una donna molto esigente e non è affatto soddisfatta del lavoro di Joan, inoltre rivela di non avere alcuna intenzione di invitarli alla festa, perché lei e solo lei è il comitato organizzatore, Joan è solo un aiuto e non merita tale onore. A questo punto Joan seccata si dimette, ma per tutta risposta Cynthia ordina al suo povero maritino di licenziare Ted, che inizialmente cerca un nuovo lavoro ma poi viene convinto da Joan a chiamare Cynthia e Harold per scusarsi con loro, anche se Vicki, giustamente, non capisce perché siano loro a doversi scusare e le spiegano che è per convenienza, perché il lavoro di Ted è importante, durante le scuse però Vicki sentendo abbaiare il cane di Cynthia rivela i segreti del suo passato, lei diceva di aver lavorato per una società che organizzava congressi e invece era la cameriera del bar di un bowling, per comprare il loro silenzio fa riassumere Ted e seppur a malincuore li inviterà alla festa, addirittura al tavolo principale riservato a persone di altissimo livello.

### L'evento storico
- Titolo originale: Radio Days
- Diretto da: Selig Frank
- Scritto da: Isabel Wolfe e William Frischman

### Trama
La Grant Junior High partecipa a una gara di cui le varie classi devono rappresentare degli eventi storici, Jamie si offre di fare il produttore della recita della sua classe per fare colpo su Debbie, ma non ha idea di come e cosa rappresentare. Ted intanto incontra un vecchio amico di nome Ralph che lo invita agli studi radiofonici per un'intervista nel campo della robotica, tutta la famiglia è invitata e così vedono la realtà delle trasmissioni radio, come ad esempio siano diversi da come si immaginano dalla voce gli attori delle telenovele alla radio, durante l'intervista però Ted viene preso dall'emozione e non riesce a rispondere alle domande di Ralph. Jamie ancora non sa cosa rappresentare, quando Harriet si presenta a casa loro dicendo di mettere in scena la battaglia di Waterloo di Napoleone con la sua classe lui le dice di mettere in scena la seconda guerra mondiale per non farle vedere di non avere idee, ovviamente Harriet sa che non è possibile far stare i 200 soldati di cui parla Jamie nella sua classe e se ne va dopo averlo riportato alla realtà, ma poi grazie a Vicki pensa di rappresentare la guerra tramite la radio, quindi lui, Reggie e Debbie leggono il copione mentre Vicki si occupa degli effetti sonori, per errore le cadono i fogli e quindi poi utilizzerà gli strumenti per gli effetti sonori nei momenti sbagliati, ma nonostante questo la giuria sceglierà di premiare la classe di Jamie anche per l'idea originale di rappresentarla tramite la radio.

### La macchina da biliardo
- Titolo originale: Minnesota Vicki
- Diretto da: Bob Claver
- Scritto da: George Crowder & Richard Harding-Gardner

### Trama
Ted ha inventato un nuovo sistema per la compagnia di robotica per cui lavora per migliorare le giunture sinoviali dei robot, per parlare del suo progetto e richiedere la dirigenza del nuovo ufficio della sua compagnia, la United Robotronics, noleggia un tavolo da biliardo per invitare il suo capo, Robert Jennings a una partita nel suo garage. Però farà intendere a Ted di essere sicuro che il progetto in realtà sia di Brandon Brindle, che ovviamente gliel'ha rubato come al solito, mostrando anche di essere seccato dalle accuse di Ted, rimasto solo con Vicki e Jamie finisce per scommettere sulle partite con Vicki e aumentando sempre la posta in gioco Vicki vince la United Robotronics, saputo ciò Brandon cerca di arruffianarsi Ted in presenza del signor Jennings, offendendolo e prendendolo in giro, senza sapere che comunque Ted aveva rifiutato di accettare la scommessa del suo capo, Brandon si lascia anche sfuggire la verità sul furto del progetto, saputa la verità sul rifiuto di Ted inscena una finta amnesia per non essere licenziato e il signor Jennings annuncia a Ted di essere lieto di affidare a lui la direzione del nuovo ufficio, che però non verrà aperto a breve, perché ancora in lavorazione, infatti mancheranno circa 10 anni alla fine dei lavori.

### Hollywood, che passione!
- Titolo originale: Hooray for Hollywood!
- Diretto da: Selig Frank
- Scritto da: Jeremy Bertrand Finch & Paul Chitlik

### Trama
Ted porta di nuovo in casa Vanessa copia evoluta di Vicki, assicurando di averla perfezionata ed aver quindi corretto la sua aggressività. Il super robot sembra essere molto più dolce anche nel modo di parlare, seppur mantenga sempre un tono di voce da ragazzina con la puzza sotto il naso, ma appena Ted viene chiamato per un lavoro a Hollywood e Vicki le spiega cosa sono le stelle del cinema, la sua presunzione e aggressività riaffiorano, perché Ted non intende permetterle di andare con loro per diventare una stella del cinema come lei pretenderebbe; nonostante stia attenta a non farsi spegnere da Ted, cadrà di nuovo in un tranello piegandosi per dimostrare di essere in grado di toccarsi le punte dei piedi senza piegare le ginocchia, però Harriet la riaccende urtandola dopo aver provato a mettere dei vestiti di Jamie nell'armadio di Vicki, ed essendo Vicki la prima a rincontrarla viene convinta con la scusa di farle scoprire cos'è il divertimento a scambiarsi i vestiti con lei, oltre a questo Vanessa la rinchiuderà nell'armadio e la spegnerà, per poi ingannare la sua famiglia per recarsi negli studi della Fox a Hollywood. Il robot per il film non potrà essere riparato perché avrebbe un costo troppo alto e allora il signor Lambert, il regista, avrà l'idea insieme al suo assistente di scegliere un attore umano per interpretare il robot e penseranno proprio a Vanessa dopo che si sarà offerta, Ted e Joan non sono d'accordo e Vanessa approfitta della loro entrata in una cella scenografica per chiuderli a chiave e imprigionarli, dirà al regista di aver avuto il permesso dai suoi genitori, dopo un provino risulterà dotata ma il regista chiederà che venga firmata l'autorizzazione dai genitori, Vanessa quindi obbligherà Ted e Joan a firmare minacciandoli di ucciderli con il meccanismo di pareti restringenti della cella, ma dopo aver firmato riattiva la trappola coi muri che però si riveleranno di polistirolo, il signor Lambert si infurierà però per il danneggiamento dei muri di polistirolo e quindi annuncerà a Vanessa di averla licenziata, lei si opporrà con arroganza e il signor Lambert la spegnerà involontariamente dopo averle battuto un copione arrotolato sul capo, senza nemmeno accorgersi che rimane bloccata, quindi Ted la prenderà in braccio per riportarla a casa.
- Nota: L'attore che interpreta il signor Lambert aveva anche interpretato Eddie Scontomatto (Discount Eddie) nell'episodio "Comprare, che passione" della seconda stagione.
- Nota: Questo è l'ultimo episodio trasmesso negli Stati Uniti prima della cancellazione della serie.
- Nota: Probabilmente Ted è davvero riuscito a correggere alcune impostazioni della personalità di Vanessa che principalmente sembrava comportarsi così perché non voleva ubbidire agli ordini che le venivano impartiti, infatti sembra obbedire ad alcune piccole richieste all'inizio dell'episodio, ma probabilmente il difetto che la porta a comportarsi male dipende dal fatto che non è programmata per cambiare idea dopo che ha preso una decisione e per questo diventerà aggressiva con chi provi a ostacolare i suoi progetti.
- Nota: Non è chiaro se Vanessa sia stata aggiornata come Vicki nel lasso di tempo che la separa dall'episodio dove compare la prima volta, "Il super robot", sono da segnalare l'aggiunta di un regolatore per istigare in Vicki un senso di "appetito" che la porti a mangiare quando il suo livello di carica scende sotto un certo livello, un generatore di ologrammi e un software che le faccia comprendere e parlare qualsiasi lingua, Vanessa è un robot molto più evoluto di Vicki, dotato anche di libero arbitrio oltre che di personalità e parlata naturale, ci si aspetta che Ted abbia implementato in Vanessa questi aggiornamenti durante il tentativo di correzione della sua personalità.

### L'agenzia di telegrammi
- Titolo originale: Kid-O-Grams
- Diretto da: Leslie H. Martinson
- Scritto da: Ralph Phillips

#### Trama
È il compleanno di Ted, che se ne era dimenticato, oltre agli auguri e ai regali a sorpresa della sua famiglia riceve degli auguri piuttosto particolari alla porta da parte di un attore travestito da angelo della morte, che scherzosamente gli ricorda di essere più vicino di un anno all'ora del suo trapasso. Questo dà l'idea a Jamie per aprire un'agenzia di telegrammi da far cantare a Vicki, scopre che Reggie è molto bravo a scrivere i testi romantici per le canzoni, ma la sua avidità lo porta a discutere con l'amico non solo per il fatto di non avergli corrisposto il giusto compenso, ma anche per aver sminuito il suo lavoro. Ted attraverserà la "crisi di mezza età" dopo il suo compleanno a sorpresa, quindi Joan lo convincerà a sentirsi giovane, lui quindi si vestirà come un ragazzino e allora Joan lo imiterà conciandosi come una groupie e guidando una moto (prestata dal figlio di un vicino) questo farà capire a Ted quanto è stato sciocco, quindi supererà la crisi di mezza eta. Reggie aprirà la sua agenzia di telegrammi con Harriet, che non è molto brava a cantare e ballare, ma nonostante questo riusciranno a essere più bravi di Jamie e Vicki perché i testi scritti da Jamie non saranno appropriati e in particolare finirà nei guai accettando la richiesta di Stanley Konowski, un bullo che vorrebbe che Stella sapesse di essere di sua proprietà e che spezzerebbe le ossa di chiunque ci provasse con lei, Jamie mette per iscritto queste parole forti che ovviamente non piaceranno a Stella, l'unico modo che avrà di salvarsi dalla furia del bullo sarà di farlo riappacificare con Stella e per questo sarà necessario chiedere scusa a Reggie e convincerlo a tornare nella sua agenzia, il piano avrà successo, ma commetterà di nuovo lo stesso errore, stavolta insieme a Reggie, sminuendo il lavoro di Harriet e Vicki che per tutta risposta gli faranno vedere di essere brave anche a scriversi i testi da sole e facendogli vedere il rischio che si corre a non apprezzare il lavoro altrui.

### La verità
- Titolo originale: Rashomon
- Diretto da: Bob Claver
- Scritto da: Steve Granat e Mel Sherer

### Trama
La famiglia Lawson viene invitata dal signor Jennings in un campeggio insieme ad altri dipendenti della compagnia, ma per aver commesso un errore nell'organizzare gli alloggi è costretto a chiedere ai Lawson di dividere il bungalow con i Brindle, successivamente si recano in palestra su consiglio del signor Jennings e al ritorno dei ragazzi e del signor Brindle dalla palestra sorprendono un ladro intrufolatosi nell'alloggio, Jamie, Harriet e il signor Brindle racconteranno una loro versione dei fatti dove rispettivamente ognuno di loro sarebbe l'eroe che ha fatto scappare il ladro, in particolare Brandon dichiarerà di aver combattuto a una specie di torneo di spade fatto coi ferri del caminetto e di aver risparmiato il ladro dopo averlo sconfitto a duello, trattasi ovviamente di storie fasulle, ma il signor Jennings crederà alla versione di Brandon e inviterà tutti a una festa, rimasto solo con la famiglia Ted collegherà Vicki a un televisore per mostrare il video della rapina che Vicki ha immagazzinato ufficialmente come "ricordo" in cui è persino possibile sentire i suoi "pensieri" e si scoprirà che in realtà il ladro è fuggito spaventato dopo aver visto alzare il collo a Vicki e dalla registrazione si potrà scoprire che proprio l'agente venuto per raccogliere la deposizione è in realtà il ladro!
- Nota: Questo è l'ultimo episodio prodotto prima della cancellazione della serie dopo il drastico calo di ascolti.
- Nota: In questo episodio Vicki "perde la voce" ogni volta che allunga il collo perché le si disconnettono dei collegamenti. Curiosamente però nelle stagioni precedenti questo non aveva mai causato alcun problema, evidentemente le varie modifiche subite nel corso della storia devono aver compromesso alcune sue funzioni, che una volta non creavano conseguenze.
- Nota: In questo episodio (così come nell'episodio Nemici in gioco) è evidente il buco di sceneggiatura causato dall'abbandono dell'attrice Edie McClurg, in quanto la famiglia Brindle è invitata a un campeggio ma Bonnie non partecipa e non viene nemmeno spiegato il perché.